# 来远桥
15°52′38″N 108°19′33″E / 15.877119°N 108.32578°E
来远桥或廊桥，是越南中部会安古城的一座古桥，也是该市的地标建筑。

## 历史
该桥的兴建，连接了该市的两个历史街区，一边是中国街区，另一边是日本街区。横跨在秋盆河上，18米长的来远桥就是两个街区的分界线。该桥最初由日本商会建于1593到1595年，开工于申猴年，而完工于戌狗年。因此桥的两个入口有这两种动物的雕像。后来该桥曾屡毁屡建，但是形式大致未变。目前的式样可以追溯到1763年。
这座桥在1817、1865、1915、1986年屡次重建。

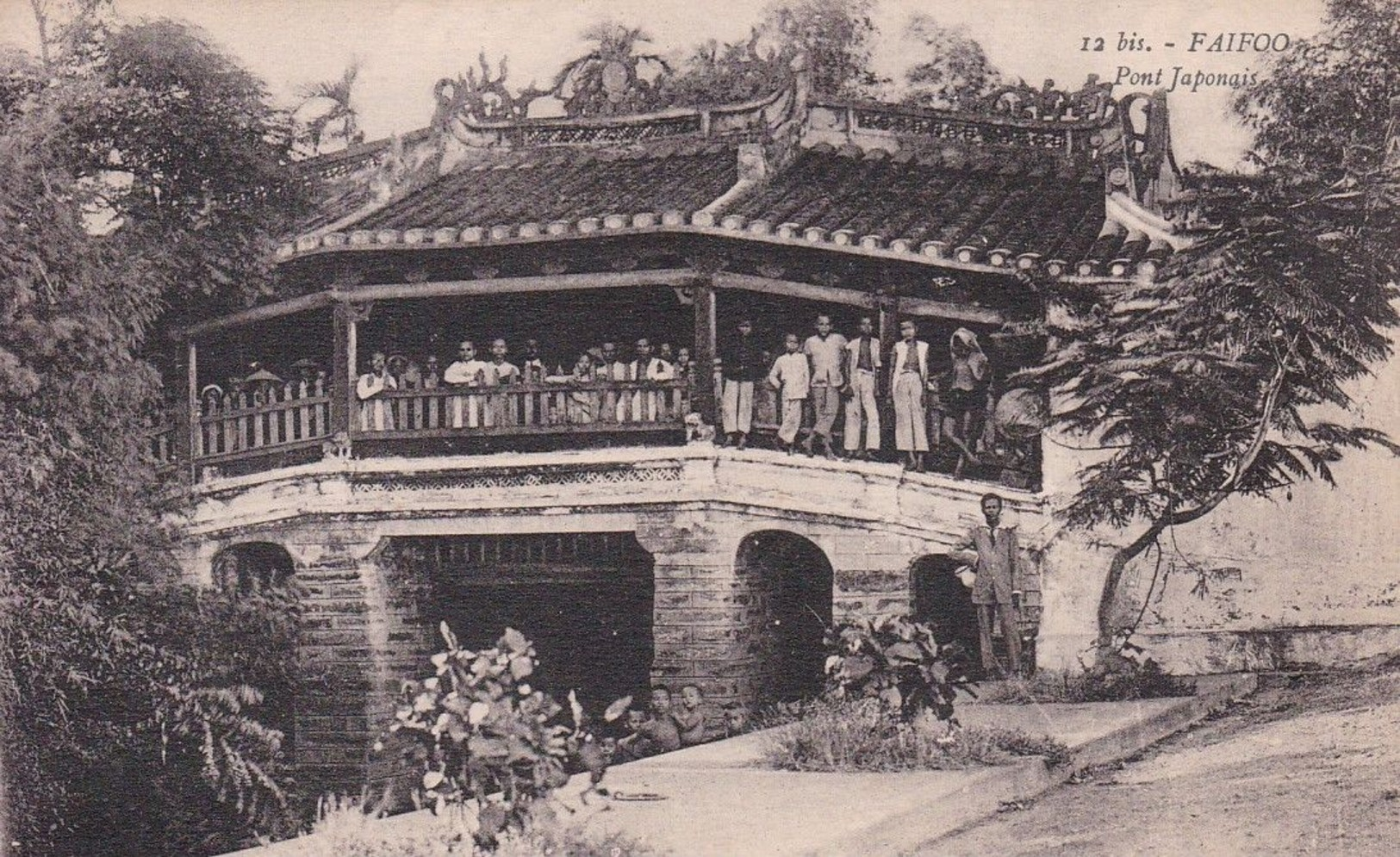
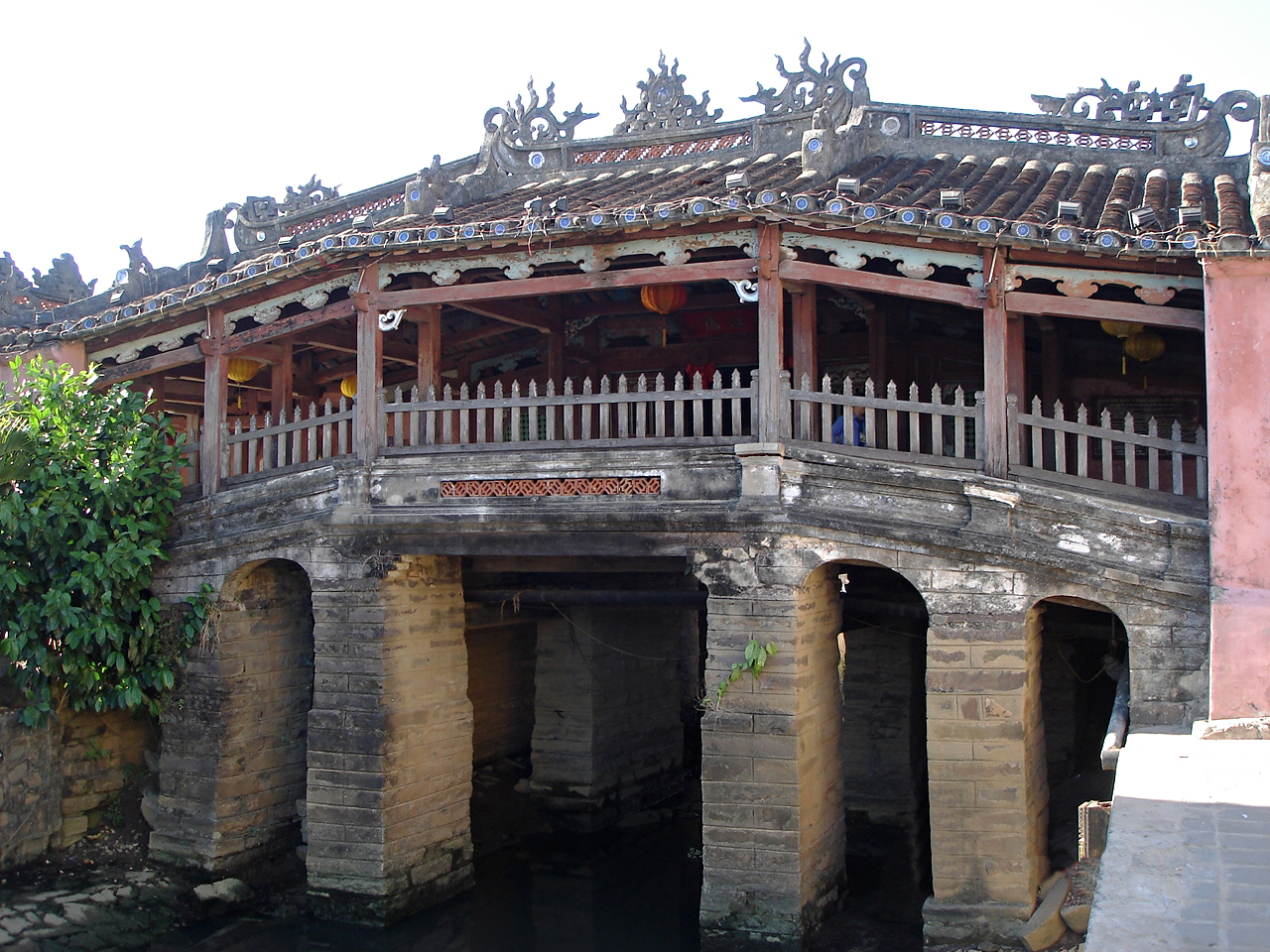
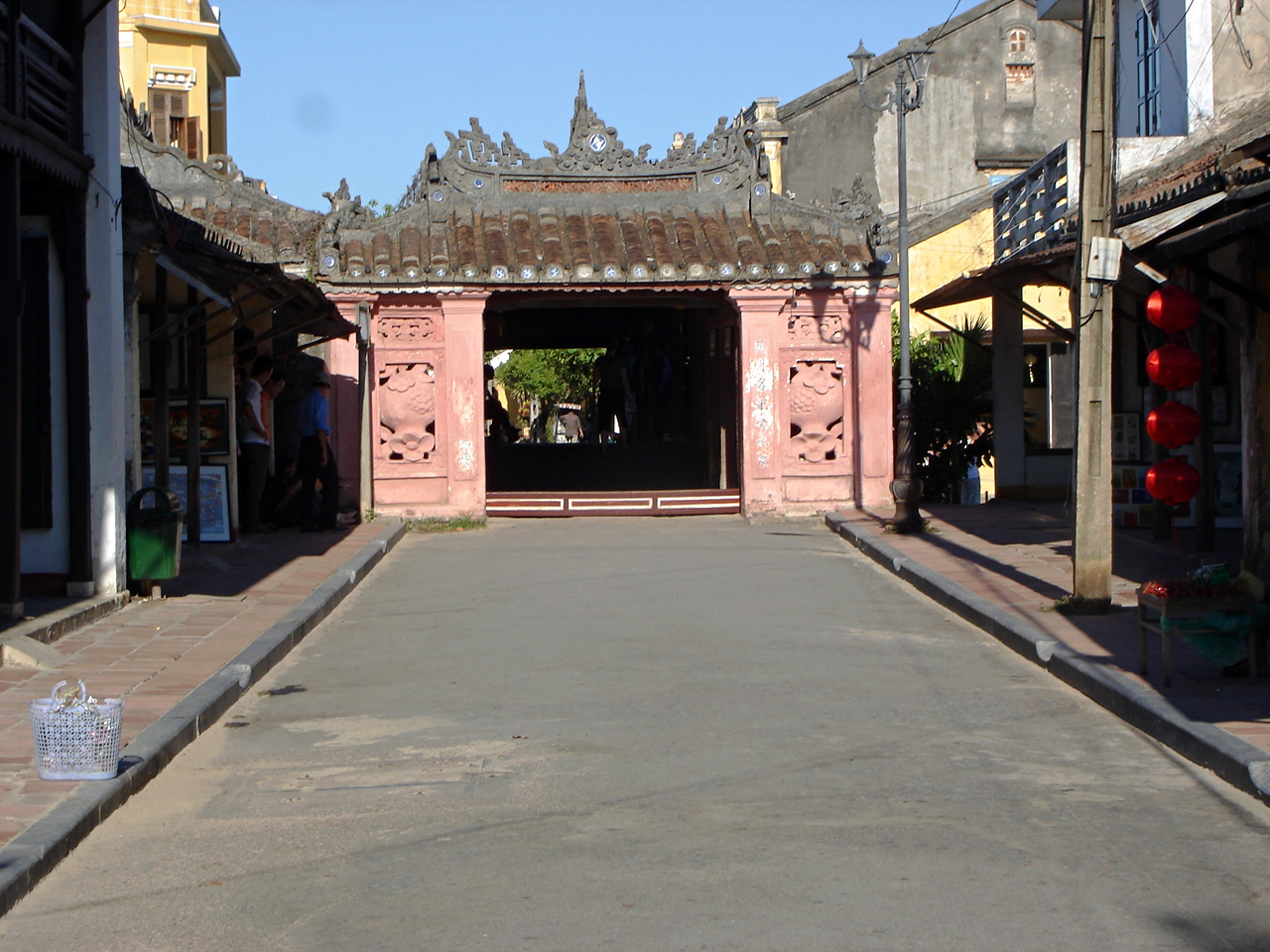
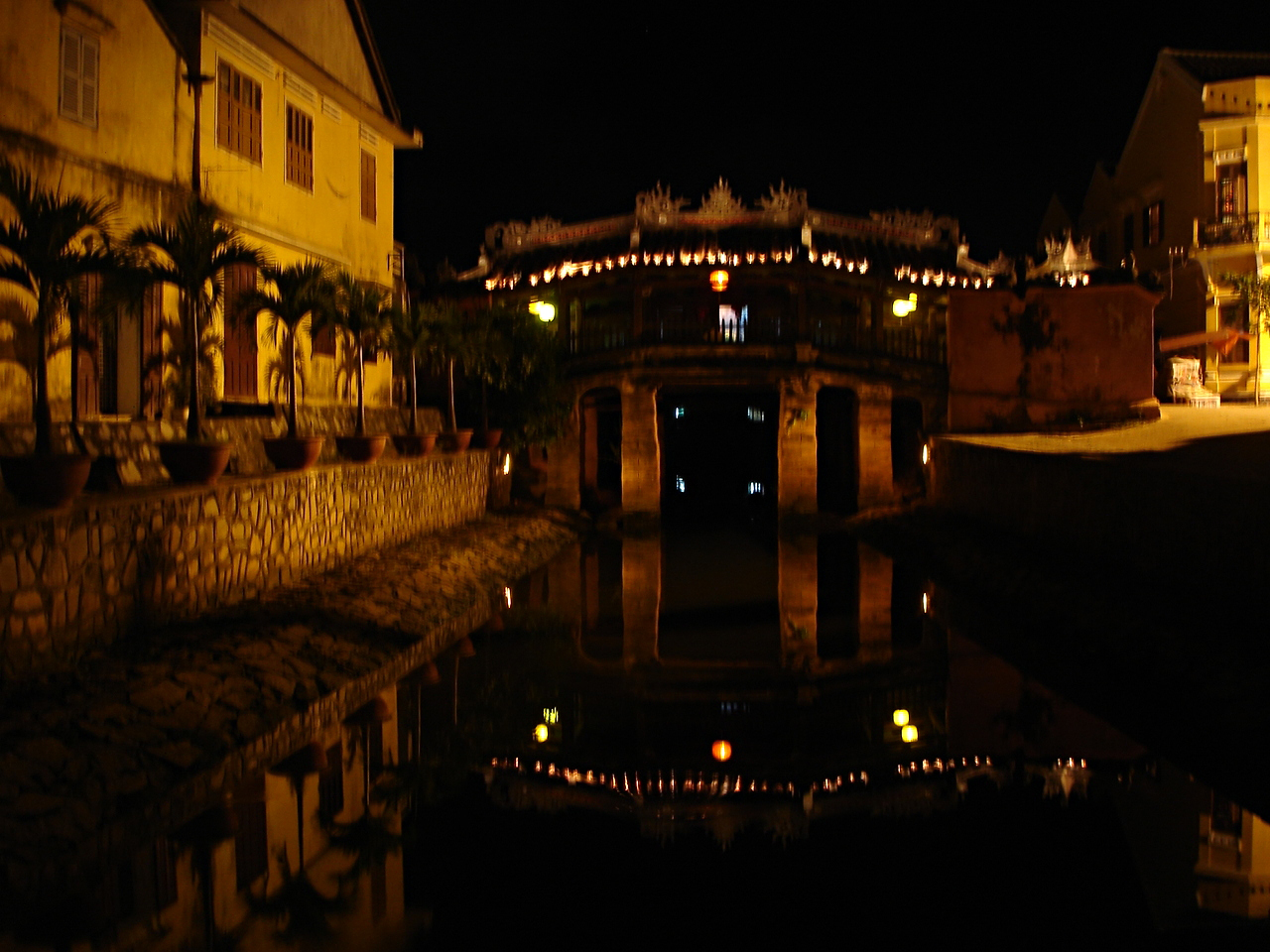
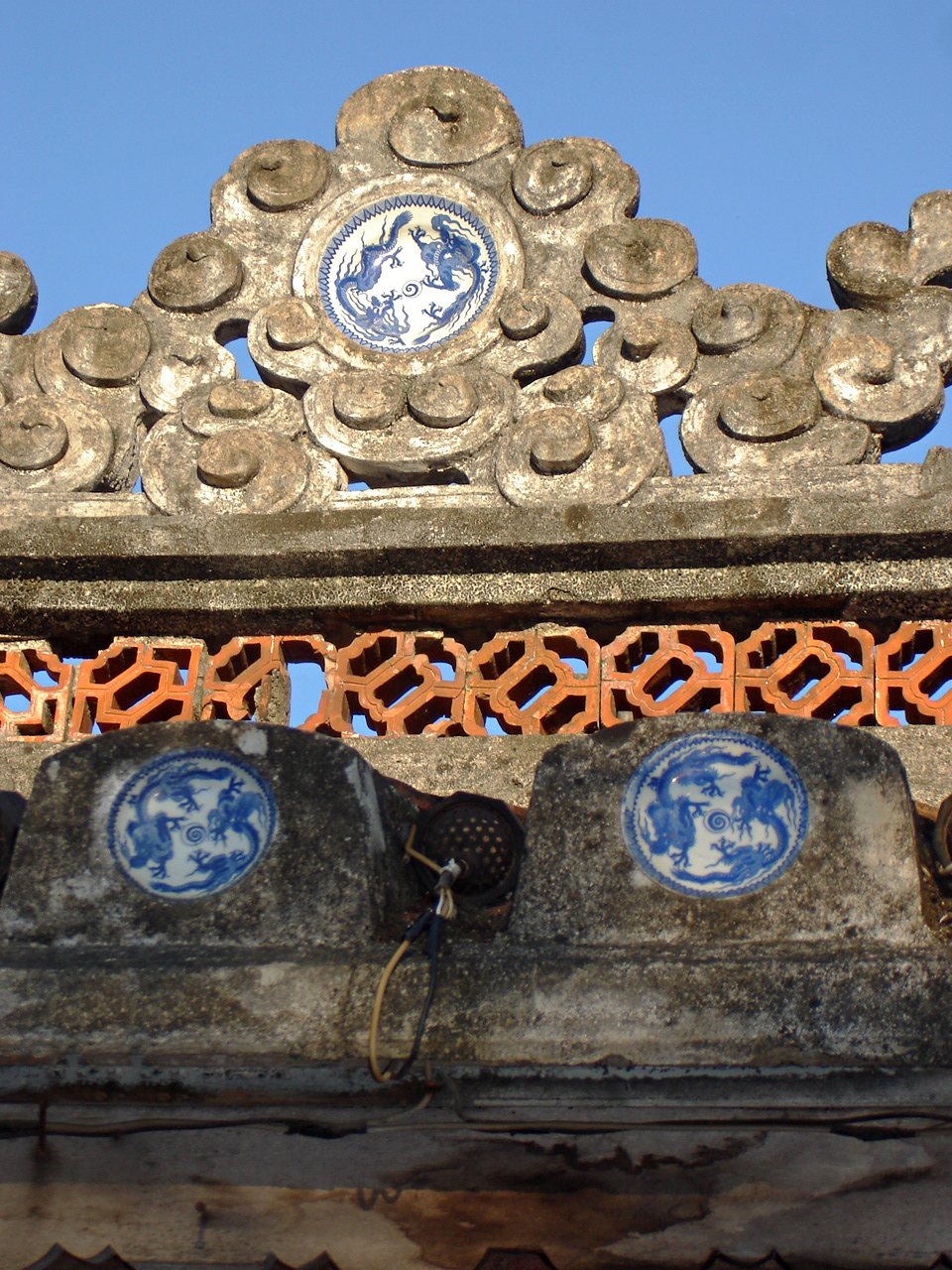
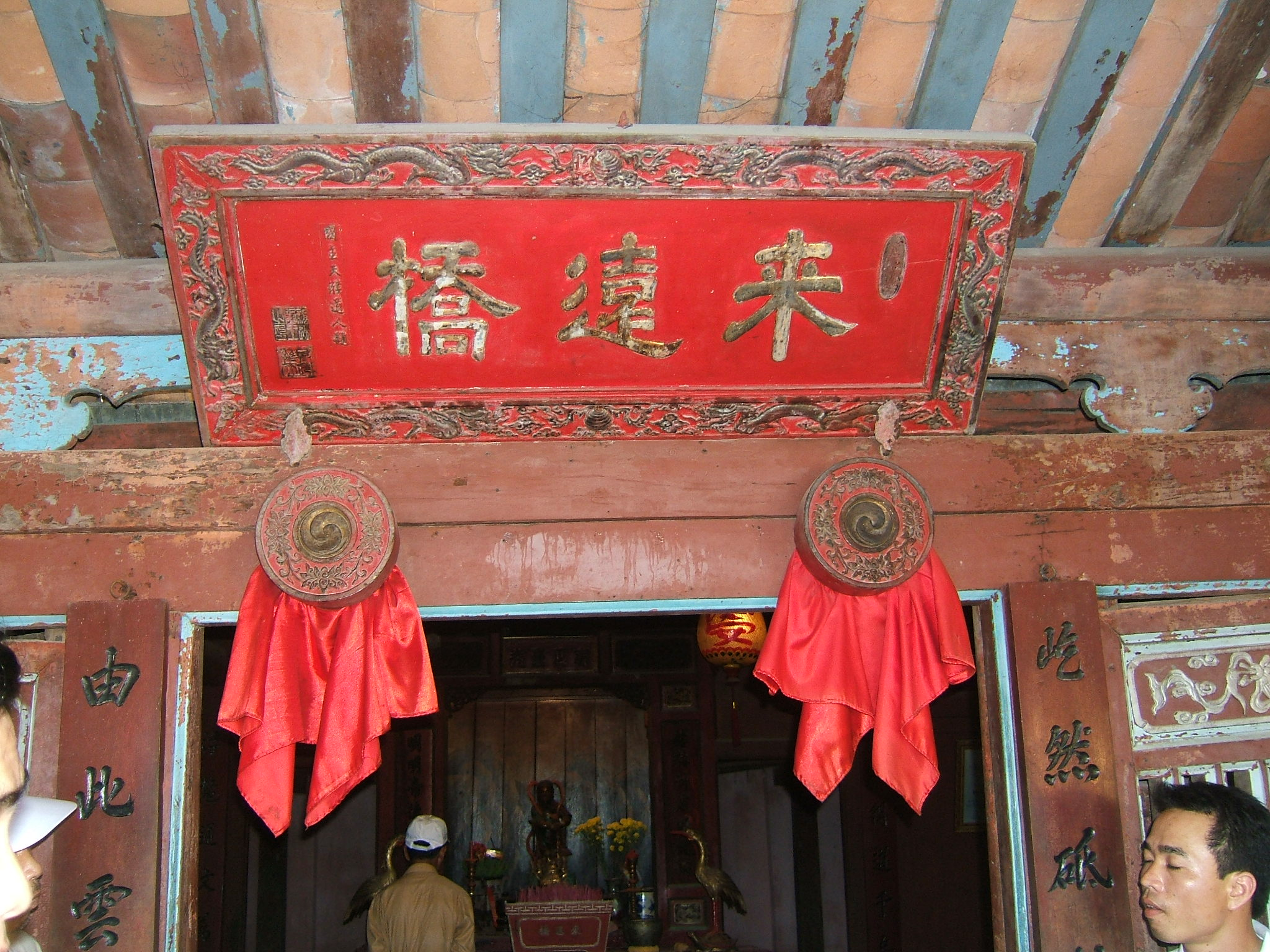
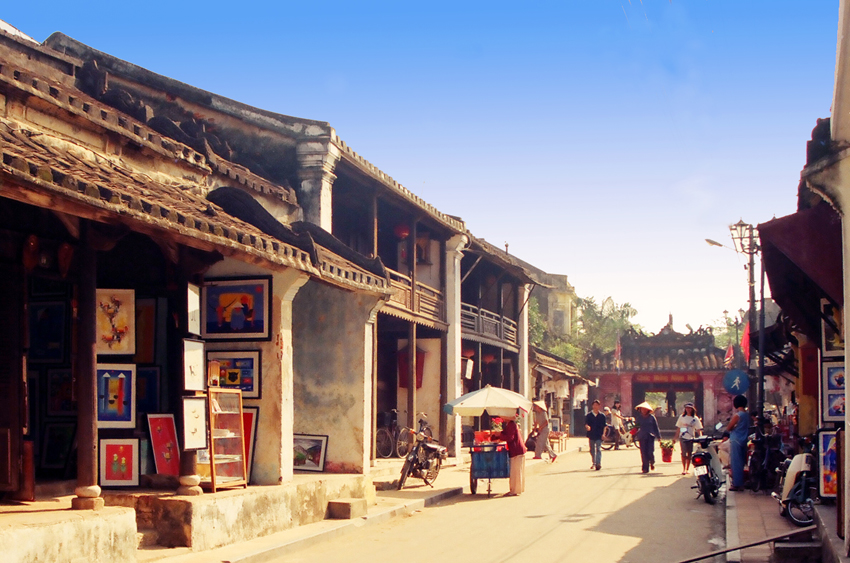
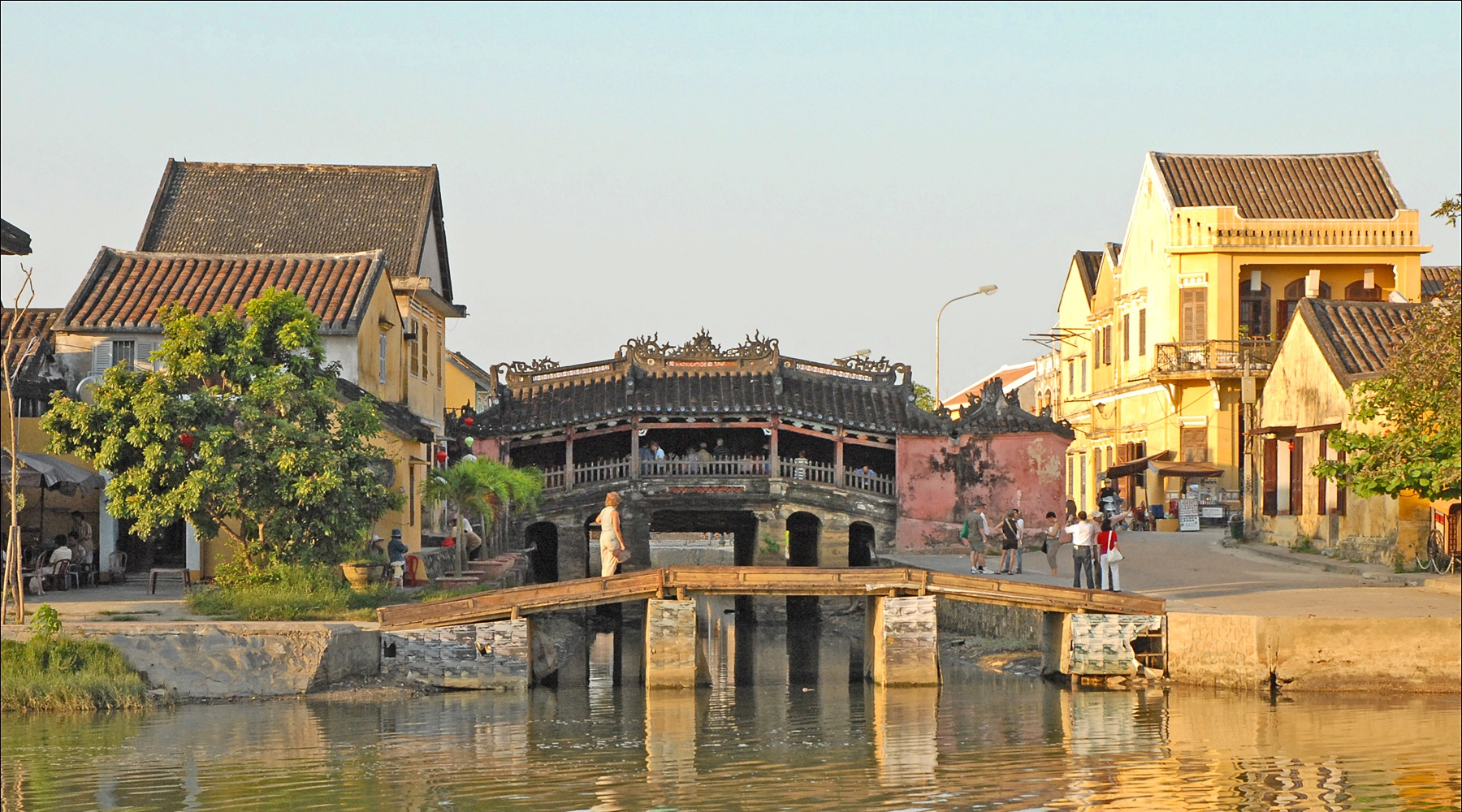